# Theridion zonulatum
Theridion zonulatum là một loài nhện trong họ Theridiidae.
Loài này thuộc chi Theridion. Theridion zonulatum được Tord Tamerlan Teodor Thorell miêu tả năm 1890.